# Klarevatten (Romelanda socken, Bohuslän)
Klarevatten är en sjö i Kungälvs kommun i Bohuslän och ingår i Göta älv-Bäveåns kustområde. Klarevatten ligger i Svartedalen Natura 2000-område. Sjön är 4,2 meter djup, har en yta på 0,0208 kvadratkilometer och är belägen 151,8 meter över havet.

## Bilder

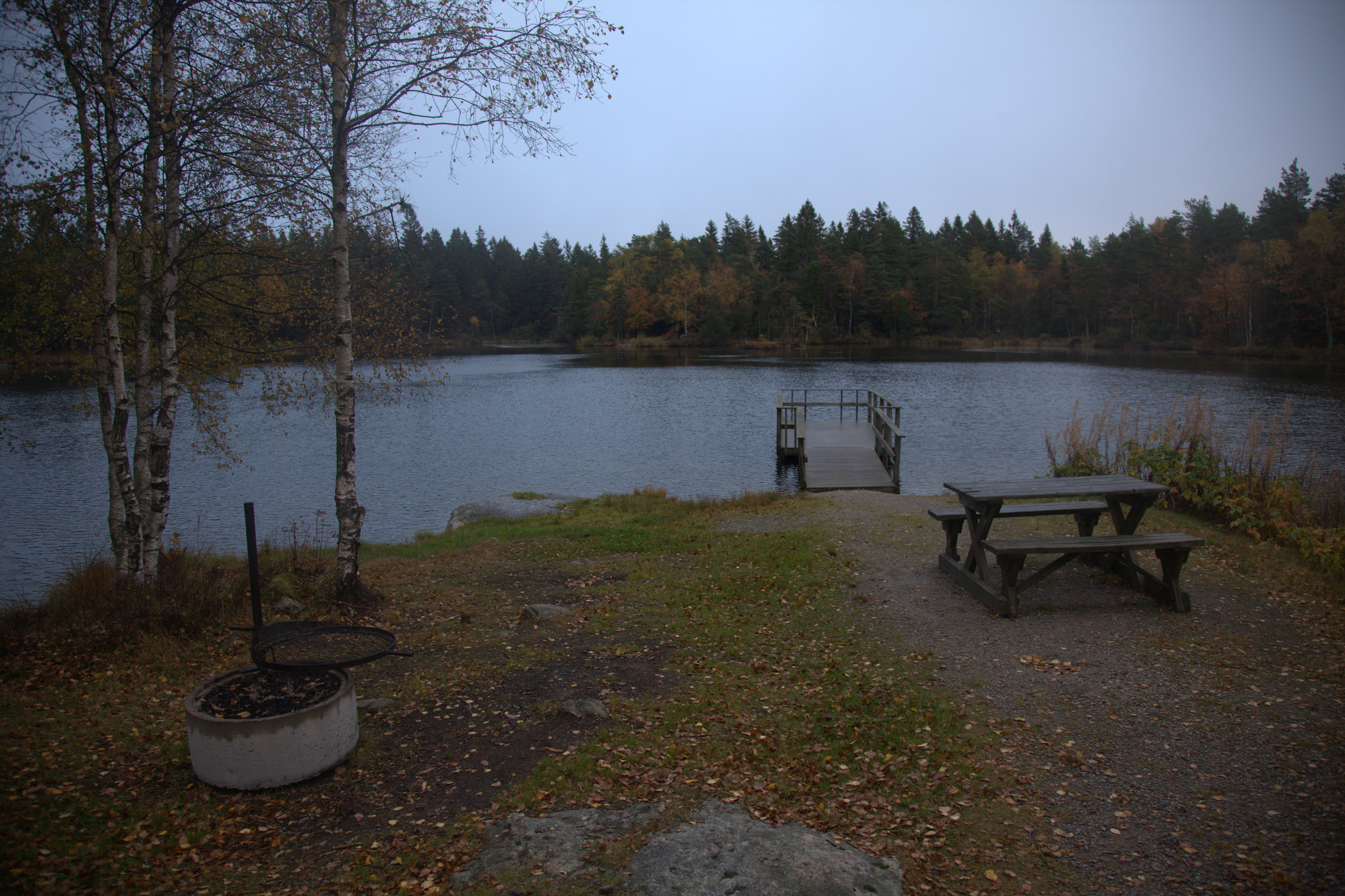
Vid Klarevatten finns en handikappanpassad fiskebrygga och en rastplats